# Panamerikanische Spiele 2011/Leichtathletik – 1500 m der Männer
Der 1500-Meter-Lauf der Männer bei den Panamerikanischen Spielen 2011 fand am 26. Oktober 2011 im Telmex Athletics Stadium in Guadalajara statt.
14 Athleten aus neun Ländern nahmen an dem Wettbewerb teil. Die Goldmedaille gewann Leandro de Oliveira nach 3:54,44 min, Silber ging an Bayron Piedra mit 3:54,45 min und die Bronzemedaille sicherte sich Eduar Villanueva mit 3:54,06 min.

## Rekorde
Vor dem Wettbewerb galten folgende Rekorde:
| Weltrekord        | Hicham El Guerrouj | 3:26,00 min | Rom, Italien                                         | 14. Juli 1998 |
| Rekord der Spiele | Hudson de Souza    | 3:36,32 min | Panamerikanische Spiele in Rio de Janeira, Brasilien | 25. Juli 2007 |

## Ergebnis
26. Oktober 2011, 16:10 Uhr
| Platz | Athlet              | Land               | Zeit (min) |
| ----- | ------------------- | ------------------ | ---------- |
|       | Leandro de Oliveira | Brasilien          | 3:53,44    |
|       | Bayron Piedra       | Ecuador            | 3:54,45    |
|       | Eduar Villanueva    | Venezuela          | 3:54,06    |
| 4     | Jon Rankin          | Cayman Islands     | 3:54,79    |
| 5     | Andrew Acosta       | Vereinigte Staaten | 3:55,27    |
| 6     | Javier Carriqueo    | Argentinien        | 3:55,52    |
| 7     | Nico Herrera        | Venezuela          | 3:56,30    |
| 8     | Iván López          | Chile              | 3:56,53    |
| 9     | Samuel Vázquez      | Puerto Rico        | 3:56,65    |
| 10    | Leslie Encina       | Chile              | 3:56,69    |
| 11    | Jose Esparza        | Mexiko             | 3:56,94    |
| 12    | Diego Borrego       | Mexiko             | 4:00,03    |
| 13    | Federico Bruno      | Argentinien        | 4:01,09    |
| 14    | Will Leer           | Vereinigte Staaten | 4:04,13    |